# 22
Năm 22 là một năm trong lịch Julius.